# Baulon
Baulon (tiếng Breton: Beloen, Gallo: Baulon) là một xã của tỉnh Ille-et-Vilaine, thuộc vùng Bretagne, miền tây bắc nước Pháp.

## Dân số
Người dân ở Baulon được gọi là Baulonnais.